# Михайленко, Юрий Егорович
Михайленко Юрий Егорович (12 октября 1945, Сталинск, Кемеровская область — 22 апреля 2009, Новокузнецк, Кемеровская область) — советский и российский учёный, специалист в области теплофизики, кандидат технических наук, доцент кафедры теплофизики и промышленной экологии Сибирский государственный индустриальный университет. Его научные труды и исследования были связаны с разработкой энерго- и ресурсосберегающих теплотехнологий, повышающих качество продукции и уменьшающих выбросы загрязнителей в окружающую среду.

## Биография
Родился в г. Сталинск Кемеровской области. В 1968 году окончил Сибирский металлургический институт по специальности «Теплотехника и автоматизация металлургических печей» и присвоена квалификация инженера-металлурга. С 1968 начал работать ассистентом кафедры металлургических печей в Сибирский металлургический институт, параллельно занимаясь научно-исследовательской работой. С 1974 г.- доцент кафедры теплофизики и промышленной экологии Сибирский государственный индустриальный университет.
В 1982 году успешно защищает кандидатскую диссертацию на тему «Исследование процесса обезуглероживания при скоростном нагреве под прокатку». Кандидатская диссертация посвящена обезуглероживанию и угару металла при скоростном нагреве перед горячей обработкой давлением. Сокращение длительности пребывания металла при температурах поверхности вызывающих интенсивное её окисление и обезуглероживание является действенным средством снижения потерь металла и уменьшение обезуглероженного слоя. При освоении новых мощностей ЗСМК выполнены эффективные исследовательские работы на нагревательных колодцах и по изучению окисления стали в цикле производства, определению стоимости нагрева по переделам.
Михайленко Юрий Егорович работал над совершенствованием теплотехнологий огневых процессов в промышленных агрегатах. Разработанные им способы нагрева металла и сжигания топлива повысили энергоэкологическую эффективность тепловых процессов и улучшили качество продукции. Им опубликовано более 100 научных работ и 10 изобретений. за внедрение изобретения, которое было создано после 1973 года вручён нагрудный знак Изобретатель СССР. Успешно завершил курс промышленных аудитов в рамках Проекта по природоохранной политике и технологии Агентства международного развития США, Новокузнецк, Россия 14 сентября — 21 октября 1994 года.
Он также участвовал в совершенствовании образовательных технологий, используя современные информационные возможности и применяя компьютерную технику при проведении учебных занятий со студентами. Студенческие научно-исследовательские работы под его руководством представлялись на Всероссийские конкурсы, где были отмечены грамотами и дипломами за творческое руководство дипломным проектированием в области металлургии Многократно ему объявлялись благодарности в приказах Сибирский государственный индустриальный университет, был награждён нагрудным знаком МВ и ССО СССР «За отличные успехи в работе» и почётной грамотой Администрации г. Новокузнецка

## Награды и звания
- Нагрудный знак «Изобретатель СССР»
- Нагрудный знак «За отличные успехи в работе», Министерство высшего и среднего специального образования СССР, 1984
- Ветеран труда (звание)

## Основные труды
Полный список научных трудов включает более 100 работ, в том числе около 20 монографий, учебников и учебных пособий. Его работы опубликованы в зарубежных изданиях на английском и других языках.
А. С. № 850689 СССР МКЛ C21D 1/52. Способ нагрева заготовок из углеродистых сталей под горячую обработку / Михайленко Ю. Е.; Сиб. металлург. ин-т им. С. Орджоникидзе.- № 261019, Заяв. 06.05.1978, Опубл. 30.07.81, Бюл. № 28
1. Исследование кинетики высокотемпературного окисления и обезуглероживания стали меодом измерения электрического сопротивления образца // Повышение производительности и экономичности печей для нагрева металла: тезисы докладов республ. конференции. — Днепропетровск: Изд. ДМИ, 1973, С. 61-62 (в соавторстве с Лукашовым А. С.)
2. Исследование окисления и обезуглероживания стали при скоростном нагреве // Интенсификация процессов в металлургической теплотехнике : Тезисы докладов науч.-техн. конференции.-Новокузнецк: Изд. СМИ, 1974, С. 75-76 (в соавторстве с Агеевым А.С, Куликовской Н. М.)
3. Исследование одновременного окисления и обезуглероживания стали при нагреве // Интенсификация процессов в металлургической теплотехнике: тезисы докладов научн-техн.конференции.-Новокузнецк: Изд. СМИ, 1974, С.59-61 (в соавторстве с Лукашовым А. С., Астаховой Л. Н., Селивановой Л. Г.)
4. Снижение потерь металла вследствие обезуглероживания при производстве мелкосортного проката // Изв.вуз. Чёрная металлургия, 1974, № 8, С. 143—146. (В соавторстве с Кираковской Н. Н.)
5. Результаты исследования окисления и обезуглероживания стали при пламенном двухстадийном нагреве. // Проблемы тепловой работы металлургических печей: Тезисы докладов республ. конференции.-Днепропетровск: Изд. ДМИ, 1976, с. 86. (в соавторстве с Агеевым А. С.)
6. Исследование процессов окисления и обезуглероживания стали в окислительной среде Расчёт, конструирование и применение радиационных труб в промышленности Киев,1977 (в соавторстве с Булдаковой Т. И., Селивановой Л. Г.)
7. Математическое моделирование обезуглероживания стали при нагреве // Изв. вуз. Чёрная металлургия, 1979, № 10, С.97-99. (в соавторстве с Буинцевым В. Н., Мосейкиной З. Н.)
8. Сравнение способов определения глубины поверхностного обезуглероживанного слоя образца после нагрева // Интенсификация процессов в металлургической теплотехнике : Тезисы докладов науч.-техн. конференции.-Новокузнецк : Изд.: СМИ, 1976, С.33-34. (в соавторстве с Соломоновой О. Б.)
9. Окисление и обезуглероживание стали при двучстадийном пламенном нагреве. // Изв. вузов. Чёрная металлургия, 1981, № 10
10. Oxidation and Decarbonization of Steel during Two-sided Plasma Heating // Steel USSR, Oct. 1981, 11, (10), 591—592 (недоступная ссылка).
11. Mikhailenko Yu. E., Chernysh G.I., Neminov S.V., Neminova N.D. Effect of fuel moisture content on the energy and ecological indices of combustion. // Steel in Translation, 2001, Vol. 31 No. 6
12. Окисление и обезуглероживание стали в процессах нагрева под обработку давлением (монография) — М: Теплотехник, 2006, 200 °C. (в соавторстве с Темлянцевым М. В.)
13. Разработка технологии, обеспечивающей снижение видимого обезуглероживания в стальном прокате. // Изв. вузов. Чёрная металлургия, 2006, № 8, с. 32-33 (в соавторстве с Темлянцевым М. В.)
14. Исследование кинетики процессов окисления и обезуглероживания высокоуглеродистой стали при нагреве. // Изв. вузов. Чёрная металлургия, 2006, № 10, с. 44-47 (в соавторстве с Темлянцевым М. В.)
15. Снижение обезуглероживания стали при нагреве в методических печах. // Заготовительные производства и машиностроение, 2006, № 8, с.54-56. (в соавторстве с Темлянцевым М. В.)
16. Нагрев стальных слябов. — М.:Теплотехник, 2008, 192 с. (в соавторстве с Перепятько В. Н., Темлянцевым Н. В., Темлянцевым М. В.)